# Peliqueiro
Peliqueiro (ali piliqueiro) je tradicionalno oblačilo za čas karnevala v Lazi (Galicija). Podoben je oblačilu cigarrón, ki je značilno za karneval v Verinu.
Okoli leta 1912 je bilo v regiji Laza okoli 5 takšnih oblačil, v župniji Castro de Laza pa okoli 10. Peliqueiro kot kostum se je v tem času dalo najeti. Cena je bila odvisna od trajanja najema oblačila. Ob nedeljah zjutraj, ko je bil čas nedeljskega mašnega obreda, je bil najem peliqueira najdražji. Cena je med leti 1910 in 1950 nihala od 5 takratnih ti. realov do 50 takratnih pesov. 
Danes se tovrstni kostumi delajo večinoma po meri. V Lazi je danes okoli 100 kostumov, medtem ko jih je v župniji Castro de Laza med 20 in 30. 

## Izgled prvotne maske in kostuma
Maska je lesena, obarvana v kričeče barve in se podaljša v visok kovinski del, ki je na ravni podlagi poslikan z živalskim motivom (lev, volk, vol).
V času leta 1930 so bile na maskah poslikave v modernem slogu; v živih barvah, z vzorci različnih figur: živali (konji, biki, psi, jeleni, petelini, eksotični priči), astrološki elementi (sonce, luna, zvezde), ljudi (bikoborci, vitezi, dudarji, obrazi žensk) in tudi podobe parnika z republikansko zastavo. Glavne figure so bile okrašene z rastlinskimi in geometrijskimi motivi. 
Za lesenim delom maske se nahaja del iz kože, ki pokriva glavo tistega, ki masko nosi. Praviloma je bila to koža psov, divjih mačk, lisjakov ali volkov, v današnjem času se uporablja kožo gazele ali pa iz sintetične tkanine. Ta kožni del se v galicijščini imenuje pelica - od tukaj tudi izvira ime peliqueiro.
Kostum poleg maske zajema še belo srajco, kravato in kratko jakno, iz katere visijo zlate rese pritrjene z barvnimi pentljami. Okoli pasu je pritrjena prepasnica praviloma rdeče barve nad katero pripnejo pas. Na pas obesijo kravje zvonce. Noge so oblečene v bele ozke hlače, ki imajo do polovice nanizane podvezice. Obutev je črna. Poleg kostuma se praviloma nosi še bič.

## Izvor
Karneval v Lazi se umešča med 10 najstarejših na svetu. Obstaja več teorij od kod tovrstni karneval izvira.
Nekateri ta karneval povezujejo z masko imenovano Morena. Ta je sestavljena iz kravje glave izdelane iz lesa, ki naj bi predstavljala govedo, ki preganja ženske. Morena naj bi izhajala iz časa Romanov, ki so imeli za mesec marec na koledarju upodobljeno približano podobo. Povezujejo jo tudi s prazgodovinskimi poslikavami, ki so predstavljale različne obrede. 
Spet drugi karnevale v Lazi povezujejo s ti. saturnalijami, festivali v času Saturnalij, ki so bile praznik v času Romanov. V času tega praznika so se moški oblekli v oblačila sužnjev medtem ko so le-te v času praznika lahko uživali v svobodi. Najdena je tudi povezava z grškim bogom Dionizom, bogom užitka, ki pa je s prihodom krščanstva izgubil svoj simbol.
Nekateri iščejo izvor tega karnevala pri Keltih. Poslikave na maskah Peliqueirov naj bi bile namreč povezane z luno, soncem in zvezdami, zaradi česar nekateri verjamejo, da te maske niso povezane z Romani temveč s Kelti, ki so oboževali moč narave.
Še ena povezava karnevala v Lazi z Romani je pri njihovem praznovanju im. lat. Lupercalia, ki je potekalo 14 dni pred mesecem marcem. Kasneje se je to praznovanje sprevrglo v veliko bolj obsežno, ki se je praznovalo 15. februarja. Praznovanje se je začelo s tekom mladeničev v dolino, pri čemer so udarjali ob ljudi z usnjenim pasom. 
Obstaja tudi teorija o izvoru Peliqueirov, ki pravi, da naj bi to bili prvotno pobiralci davkov v Monterreyu v 15. stoletju, vendar je večina prepričanih, da ima ideja o Poliqueirih izvor dlje v zgodovini, pri že prej omenjenih Romanih in Keltih.